# Parafia Objawienia Pańskiego w Radostowie Średnim
Parafia Objawienia Pańskiego w Radostowie Średnim – parafia rzymskokatolicka w dekanacie Lubań w diecezji legnickiej. Obsługiwana przez księży diecezjalnych. Erygowana w 1994.